# 山根義紘
山根 義紘（やまね よしひろ、1945年3月13日 - 2008年8月2日）は、日本のテレビプロデューサー。
日本テレビ元チーフプロデューサーで、取締役執行役員編成局長、編成本部長、日テレ・グループ・ホールディングス取締役副社長、日テレ7代表取締役社長などを歴任した。

## 来歴・人物
関西大学第一高等学校、関西大学卒業後、1967年4月に日本テレビ入社。以降、バラエティ番組を中心にチーフプロデューサーの他、編成、報道畑で活躍した。
2007年6月14日付で日テレ・グループ・ホールディングス（後の日テレグループ企画）取締役副社長に就任。2007年6月28日の株主総会をもって、日テレの取締役執行役員を退任した。
2007年12月、日本テレビの新設子会社である日テレ7の初代代表取締役社長に就任したが、在職中の2008年8月2日、63歳で死去した。

## 過去の担当番組

### 企画
- ルパン三世（スペシャル版・1995年）

### チーフプロデューサー
- どちら様も!!笑ってヨロシク
- 超天才・たけしの元気が出るテレビ!!
- 第19回ビートたけしのお笑いウルトラクイズ
- 特命リサーチ200X
- 1億人の大質問!?笑ってコラえて!
- 世界まる見え!テレビ特捜部
- ズームイン!!朝!
- たけし・さんま世紀末特別番組!! 世界超偉人伝説

### 制作指揮
- 24時間テレビ・愛は地球を救う（1996年は制作本部、2003・2004年）

## 2003年以降の職歴
2003年6月~2007年6月までは取締役執行役員付である。
- 2003・6 編成局長
- 2004・6 編成本部担当/編成本部長
- 2005・2 編成本部担当のみに
- 2006・1 編成局・制作局担当/編成局長（7月からはPR室長も兼任。）
- 2007・3 社長担務補佐・PR室長
- 2007・6 日テレ・グループ・ホールディングス取締役副社長
- 2007・12 日テレ7・代表取締役社長就任